# Pachycereus pringlei
Pachycereus pringlei, llamado comúnmente cardón (aunque este nombre también se refiere a varias otras especies), es una especie de tribu Pachycereae, perteneciente a la familia de las cactáceas. 

## Descripción
Planta suculenta, columnar arborescente, con ramas ascendentes que puede llegar a medir hasta 19 m de alto. Generalmente crece en grupos llamados “cardonales”. La flor es de color blanco-amarillento con líneas de color rosa o púrpura; la pulpa del fruto puede ser de color rojo, rosa o blanca. La floración se presenta generalmente desde mediados de abril a finales de junio. Como una característica importante, esta especie presenta tres sexos (machos, hembras y hermafroditas) aunque no hay diferencia morfológica de las flores. Se trata de una especie clave en el ecosistema, pues sus flores (néctar, polen), frutos y semillas constituyen alimento de primer orden para diferentes grupos faunísticos, y lo fueron también para los antiguos habitantes. Se ha documentado que en ciertas poblaciones los murciélagos nectarívoros participan activamente en la polinización, así como las aves como la paloma de alas blancas (Columba fasciata) y el carpintero de Gila (Melanerpes uropygialis).
La fruta de este cactus fue importante alimento para los indígenas de Baja California Sur, como los ya desaparecidos pericúes, cochimíes y guaycuras, así como para los actuales seri de Sonora.

## Distribución
Es endémica de la Península de Baja California y del sudeste de Sonora, en México. 
Su corteza está cubierta de espinas robustas, llegan a medir 3 centímetros. El crecimiento promedio de un cardón es de 1 a 5 centímetros por año, cuando han cumplido medio siglo de vida, pueden generar sus características flores blancas. La longevidad, se estima, podría alcanzar hasta 300 años. Aunque su madera parece frágil, sirve para hacer tirantes de techos, muebles y artesanías.

## Ecología
Una relación simbiótica con las colonias de bacterias y hongos en sus raíces permite a P. pringlei crecer sobre la roca desnuda, incluso donde no hay tierra disponible en absoluto, ya que las bacterias pueden fijar el nitrógeno del aire y romper la roca para producir nutrientes. El cactus incluso envía paquetes de bacterias simbióticas con sus semillas.

## Taxonomía
La especie fue descrita inicialmente como Cereus pringlei por Sereno Watson y publicado en Proceedings of the American Academy of Arts and Sciences 20: 368, en 1885, actualmente, es tanto un sinónimo como el basónimo de esta; y ulteriormente sería transferida al género Pachycereus por Nathaniel Lord Britton y Joseph Nelson Rose en Contributions from the United States National Herbarium 5: 93, en 1909.

#### Etimología
Ver: Pachycereus
pringlei: epíteto otorgado en honor de Cyrus Pringle.

## Nombres comunes
- Español: cardón, sagueso, sahuaso, sahuaro, saguaro.

## Galería

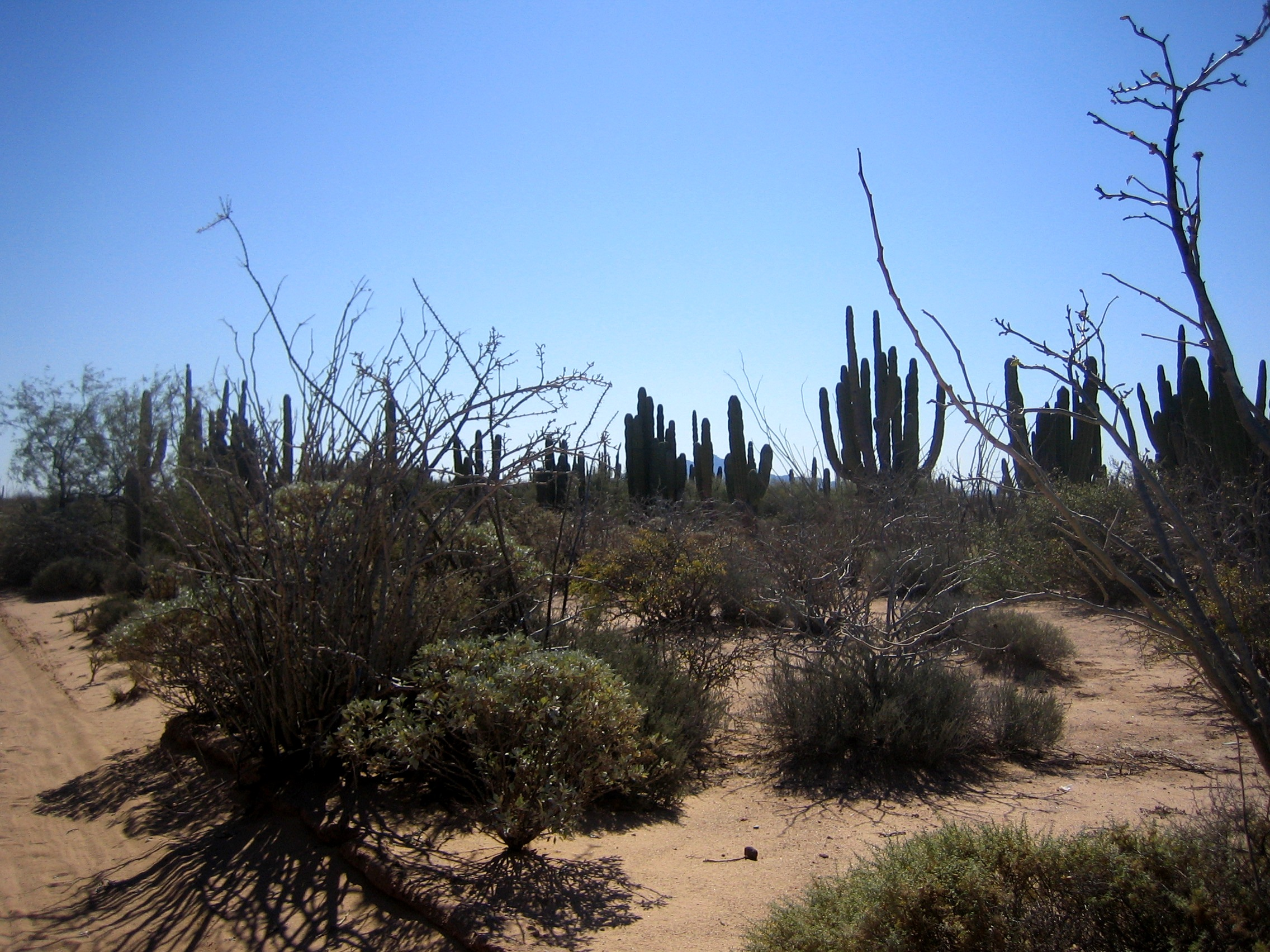
En su hábitat
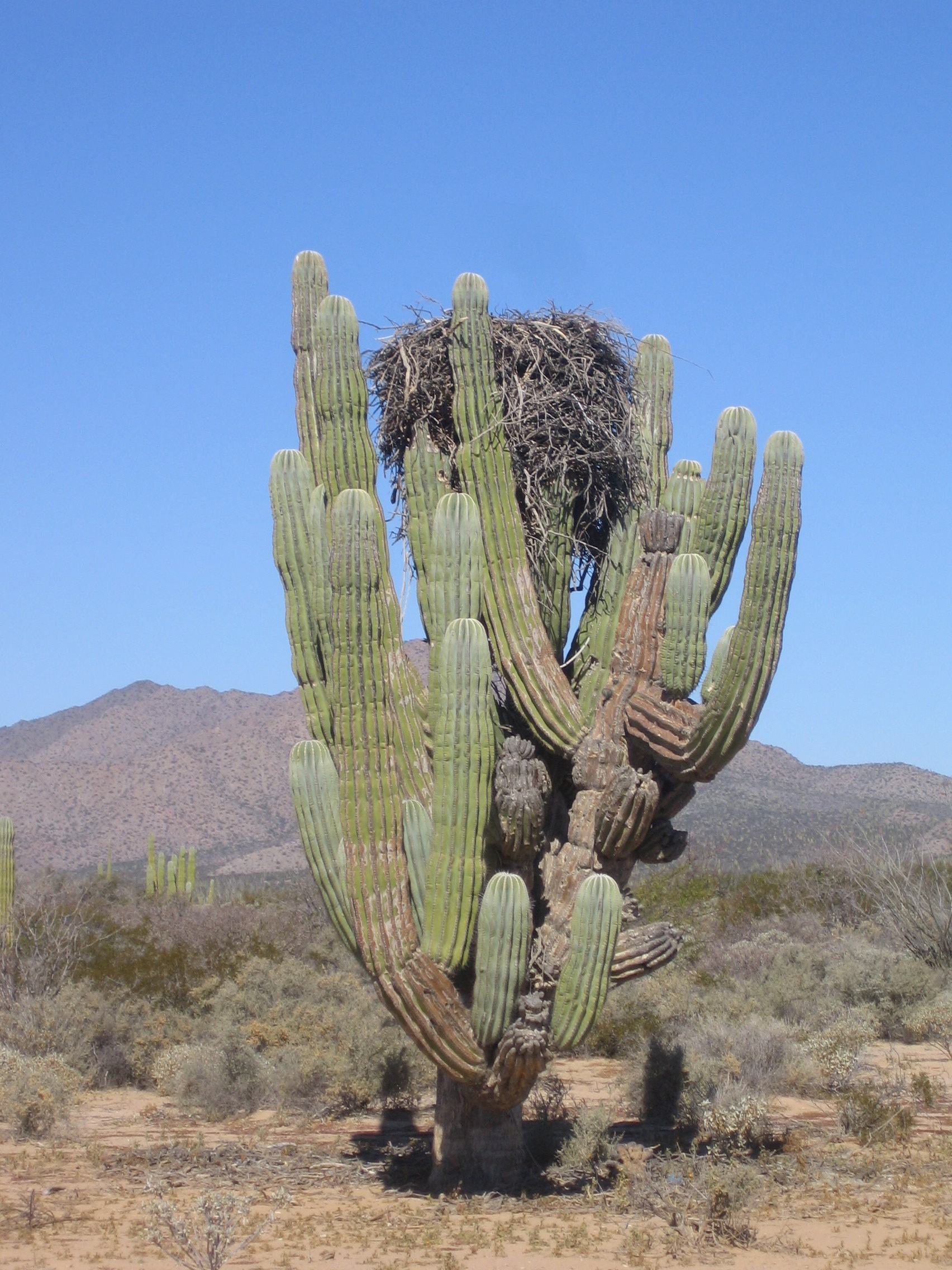
Vista de la planta
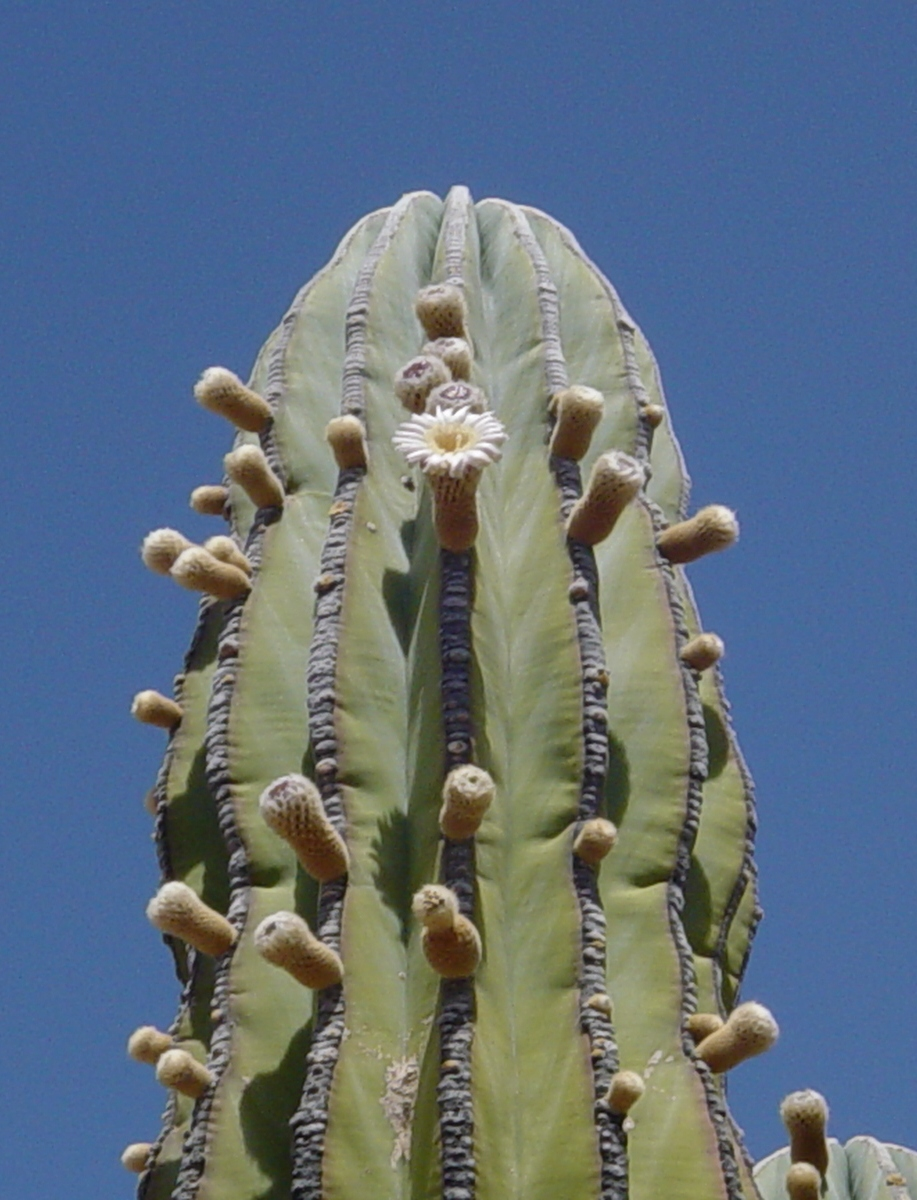
Flores
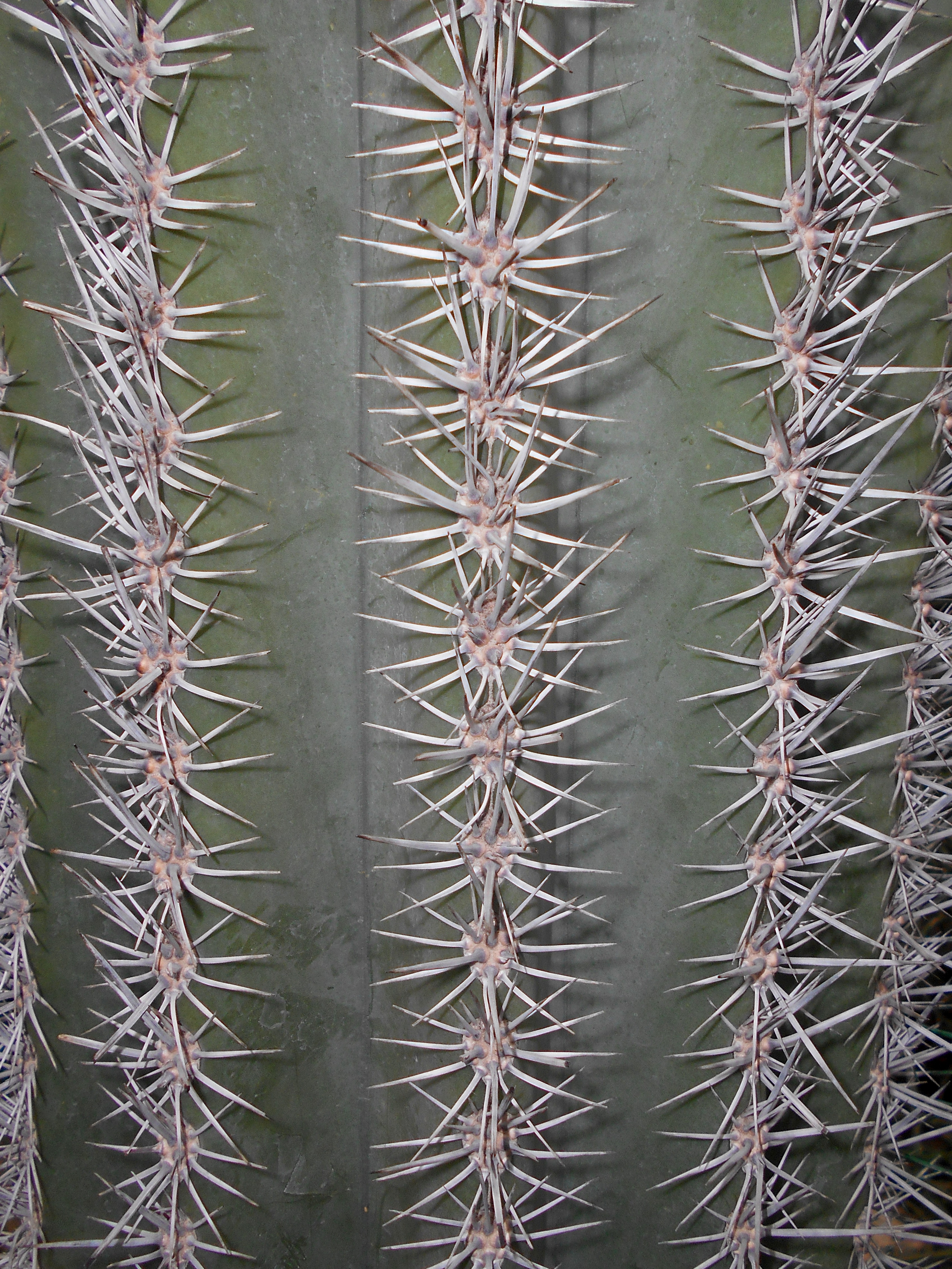
Detalle de las espinas
Fruto
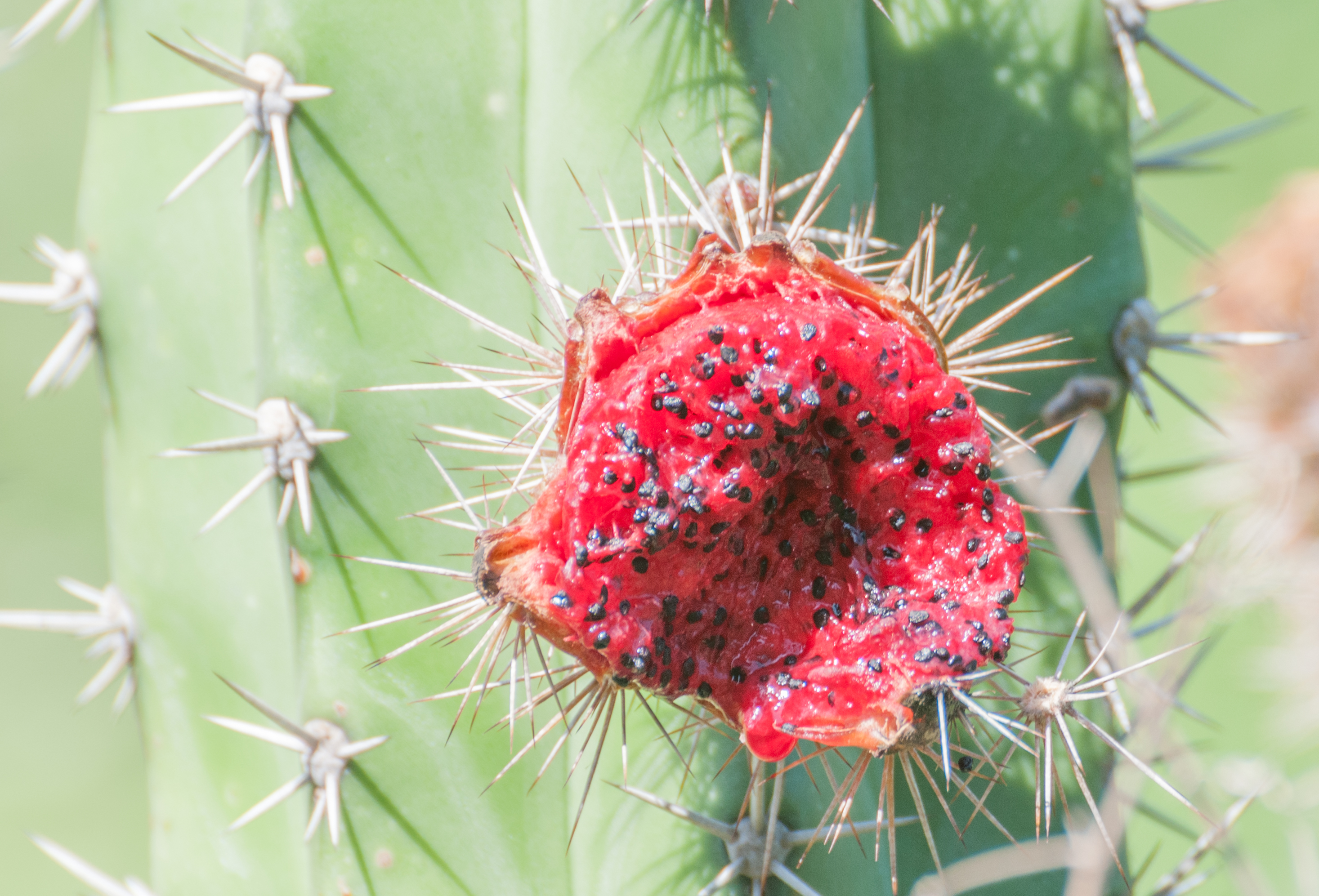
Fruto abierto in situ